# عبدالله‌آباد (زبرخان)
عبدالله‌آباد، روستایی از توابع بخش مرکزی شهرستان زبرخان شهرستان زبرخان در استان خراسان رضوی ایران است.
هر ساله مراسم با عظمت شبیه خوانی در این روستا برگزار می شود.

## جمعیت
این روستا در دهستان اردوغش قرار دارد و براساس سرشماری مرکز آمار ایران در سال ۱۳۹۰، جمعیت آن ۱۱۳۷ نفر (در ۳۱۳ خانوار) بوده‌است.